# Abdulhamid I.
Abdülhamid I. (jiné přepisy: Abdülhamit I., Abdulhamid I., Abdula' l-Hamíd; arab. Abd al-Hamíd I., Abdula' l-Hamíd, arab. nepřesně Abdul Hamíd I., arab. nepřesně Abdulhamíd I.; 20. března 1725 – 7. dubna 1789) byl osmanský sultán od roku 1774 do své smrti. Vedl válku s Ruskem i Rakouskem, přičemž obě skončily příměřím a územními zisky jeho protivníků. Byl synem sultána Ahmeda III. a konkubíny Şermi Kadın.

## Vláda
Abdülhamid se sultánem stal v době první rusko-turecké války. V té době v Rusku vládla ambiciózní Kateřina II. Veliká. Tato válka skončila pro Osmany porážkou a uzavřením míru dle smlouvy z Küçük Kaynarca. Dle této mírové dohody se Osmané museli vzdát Krymu, který vyhlásil oficiální samostatnost, ale byl prakticky závislý na Rusku. Dále musela Osmanská říše umožnit volný pohyb ruských lodí po Černém moři a volný přístup do Středozemního moře přes Bospor. Po anexi Krymu v roce 1783 Ruskem opět vyhlásil v roce 1787 další válku Rusku, která pokračovala i během vlády jeho nástupce Selima III.

## Manželky a konkubíny
Abdulhamid měl devět žen:
| Jméno                |                 | Potomstvo                                                           | Poznámky |
| -------------------- | --------------- | ------------------------------------------------------------------- | -------- |
| Ayşe Kadınefendi     | hlavní žena     |                                                                     |          |
| Ruhşah Kadınefendi   | hlavní žena     |                                                                     |          |
| Sineperver Sultan    | druhá manželka  | sultán Mustafa IV. Şehzade Ahmed Esma Sultan Fatma Sultan           |          |
| Binnaz Kadınefendi   | třetí manželka  |                                                                     |          |
| Mehtabe Kadınefendi  | čtvrtá manželka |                                                                     |          |
| Mutebere Kadınefendi | pátá manželka   | Şehzade Süleyman                                                    |          |
| Hümaşah Kadınefendi  | šestá manželka  | Şehzade Mehmed                                                      |          |
| Şebsafa Kadınefendi  | sedmá manželka  | Şehzade Mehmed Nusret Alemşah Sultan Emine Sultan Hibetullah Sultan |          |
| Nakşidil Sultan      | osmá manželka   | sultán Mahmud II. Şehzade Seyfullah Murad Saliha Sultan             |          |